# Nova Belgica et Anglia Nova

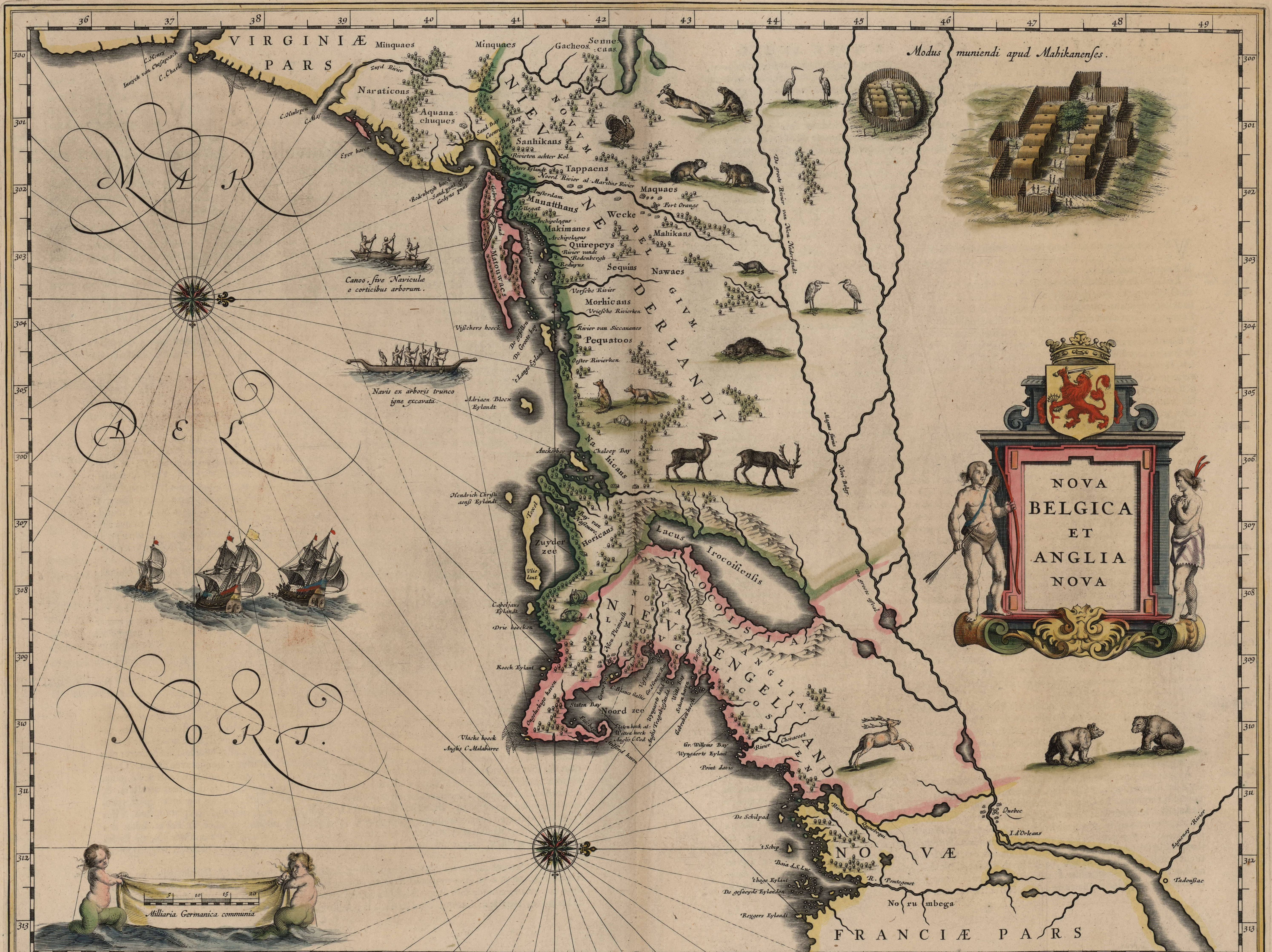
Joan Blaeu: Nova Belgica et Anglia Nova

Nova Belgica et Anglia Nova es un mapa publicado por primera vez en 1635 del cartógrafo neerlandés Joan Blaeu. El mapa representa el territorio neerlandés de Nuevos Países Bajos en la costa este de América del Norte en el siglo XVII.

## Origen
Blaeu publicó el mapa por primera vez en 1635 en el segundo tomo de su celebrado Atlas Novus. Como modelo usó un mapa de nueva Francia de Samuel de Champlain de 1613, un mapa parecido de 1630 de Joannes de Laet y otro de Adriaen Block, que tras 1609 fue uno de los primeros neerlandeses en recorrer repetidamente la región de la desembocadura del Río Hudson y que por tanto conocía sus proporciones geográficas de primera mano.

## Historia

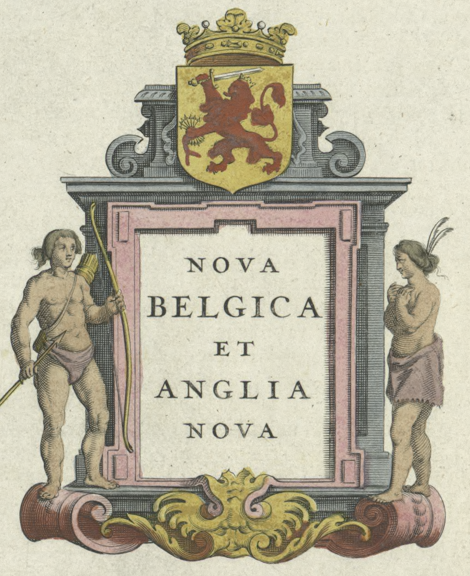
Cajetín del mapa.

Como muchos de los primeros mapas, el original, de 30 × 50.6 cm no está orientado al norte, sino al oeste. La escala está en millas alemanas.
El título del mapa se encuentra en un cajetín entre dos indios en el lado derecho. En la cabecera del cajetín se encuentra el escudo de la República de los Siete Países Bajos Unidos, un león de pie, que sostiene en su zarpa izquierda siete flechas. Cada flecha simboliza una provincia neerlandesa. El escudo es también una referencia a la función del mapa: manifiesta la propiedad de la República de los Siete Países Bajos sobre el territorio mostrado.
Lo mismo ocurre con el borde, que representa la latitud y la longitud y constituye una de las partes más importantes del mapa. Los Países Bajos pretendían la zona entre los 40 y los 45 grados de latitud, lo que quedaba corroborado por el complemento de los grados en el borde del mapa.

### La representación de la coloniaNuevos Países Bajos
La zona mostrada del río Delaware (Zuyd Rivier) se extendía hasta Nueva Francia (Nova Francia) y no solo por norte sino también por el sur hasta el territorio inglés. Al oeste la colonia limitaba con el río San Lorenzo (De groote Rivier van Nieu Nederlandt). Resulta llamativa la denominación en español del océano situado en la parte izquierda del mapa como Mar del Nort.
El río que aparece en el mapa como Noord Rivier, explorado por Henry Hudson y que más tarde se llamaría río Hudson, aunque también figura con el nombre que le dio originalmente Hudson: Mauritius Rivier. Hudson, que en los viajes de aquella época por Norteamérica estaba al servicio de la Compañía Neerlandesa de las Indias Orientales, bautizó su descubrimiento en honor a Moritz von Oranien, que en 1609 gobernaba República de los Siete Países Bajos Unidos.

### Indios y castores: el aspecto económico

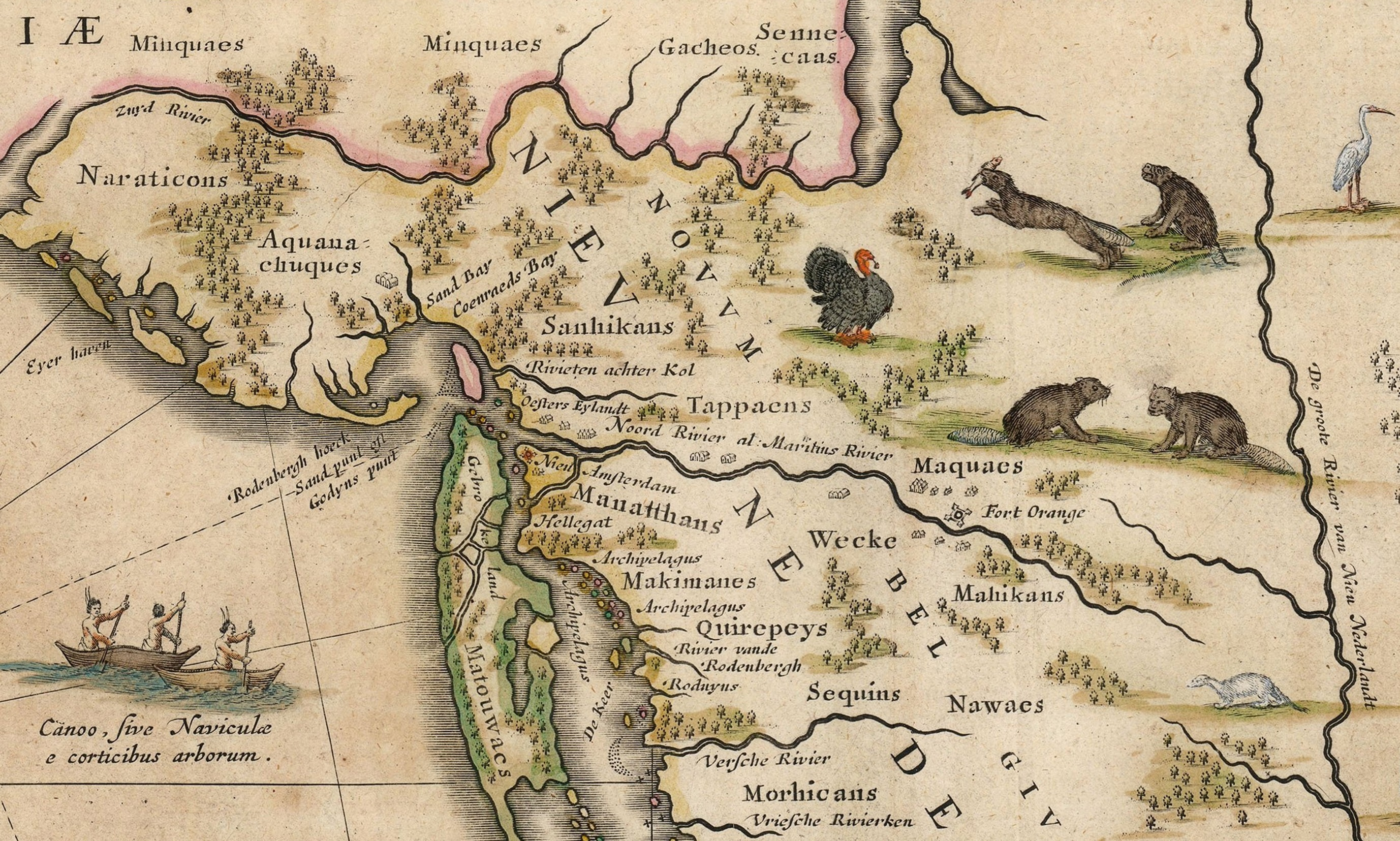
Castores y nutrias en el curso del río Hudson.

Los intereses de los neerlandeses en la colonización de la zona eran de naturaleza económica. Cuando Henry Hudson regresó en 1609 a Europa de su viaje de exploración los comerciantes de Ámsterdam se entusiasmaron tanto con la posibilidad de obtener ganancias de la peletería que compitieron por enviar diferentes barcos a la desembocadura del Hudson. En la época en que se trazó el mapa la paletería era el factor económico más importante en los Nuevos Países Bajos.
Por esta razón Blaeu acentuó fuertemente este aspecto, situando dos canoas con indios—que proporcionaban pieles de los neerlandeses— en la costa y en diferentes lugares del mapa castores y nutrias. La actual isla Ellis se muestra con el nombre de Oesters Eylandt, que era el lugar más importante de comercio con los indios.

### Fronteras de lo conocido

Mapa de Samuel de Champlain de Nueva Francia del año 1613.

La posición aproximada del actual lago Champlain (Lacus Irocoisiensis) no es correcta, pues no coincide con la real. Este error lo procede de la representación de Samuel de Champlain de 1613. Como otros cartógrafos anteriores, Blaeu se vale de artimañas artísticas para ocultar su falta de conocimiento geográfico de la zona. En lugar de dejar el área en blanco, puso la leyenda en esta parte del mapa pueblos indios sobredimensionados, escondiendo así esa parte que no podía representar con detalle.